# 大津英人
大津 英人（おおつ ひでと、1971年12月26日 - ）は、栃木県日光市出身のアイスホッケー選手。ポジションはディフェンス。
長男はプロアイスホッケー選手の大津晃介。次男もプロアイスホッケー選手の大津夕聖。

## 経歴
釧路市立鳥取西小学校、釧路市立鳥取西中学校、北海道釧路工業高等学校出身。
1990年古河電工アイスホッケー部入部。1999年HC日光アイスバックス。2002年引退。